# Icek Glogowski
Pour les articles homonymes, voir Glogowski.
Icek Glogowski, le gros Jacques, était un Juif belge. Traître notoire, collaborateur nazi à la solde de la SIPO-SD, il avait ses bureaux au siège de la Gestapo, avenue Louise à Bruxelles. Le duo que ce dénonciateur formait avec Otto Siegburg avait une terrible réputation et fut responsable de la déportation de centaines de Juifs.

## Biographie
Icek Glogowski habitait à Uccle, rue Vanderkindere. Il était portier de nuit dans le quartier de la gare de Bruxelles-Nord. Sa femme et ses trois enfants, Elka, 9 ans, Simon, 7 ans, et Léon, 5 ans, sont arrêtés le 3 septembre 1942 et déportés par le Convoi n° 12 du 10 octobre 1942 vers Auschwitz. Ce père ayant perdu tous les siens a-t-il tenté d'acheter sa liberté par sa collaboration avec l'occupant ? Ne supportait-il tout simplement pas que d'autres juifs survivent tandis que sa famille avait été décimée? On se perd en conjectures face à ce personnage qui arborait une croix gammée au revers de son veston et sillonnait les rues de Bruxelles à la recherche de faciès juifs qu'il faisait arrêter sans état d'âme. Insa Meinen avance une autre hypothèse pour expliquer le comportement d'Icek Glogowski. Les Allemands lui aurait fait miroiter un possible retour de déportation de sa famille s'il se montrait coopérant. Cette hypothèse serait accréditée par le fait que lors de son déménagement, il fait également modifier le domicile de sa femme et de ses enfants et insiste auprès des affaires juives pour que les registres soient dûment corrigés.
La résistance juive tenta à plusieurs reprises de supprimer le traître, plusieurs attentats échouèrent, au champ de course qu'il fréquentait, au Parc Josaphat, à son domicile, rue Vanderkindere. Ces tentatives furent orchestrées par Youra Livchitz et un certain Landau. Ce dernier tenta de l'assassiner à son domicile le 27 avril 1943, mais le pistolet s'enraya. Lando sera arrêté le 18 juin et sera exécuté pour "terrorisme" le 30 novembre 1943. Après ce dernier attentat, un véhicule de la Gestapo venait chercher, tous les matins, Icek Glogowski à son domicile pour l'amener Avenue Louise. Le midi, il dînait à la cantine et le soir on le reconduisait chez lui, à Uccle. Il travaillait fréquemment avec Otto Siegburg des affaires juives pour les arrestations domiciliaires, il disposait en outre d'une arme et était habilité, au même titre que les membres de la Sipo-SD allemands, à en faire usage.

## Voir également
- Stella Goldschlag